# Xylocopa inquirenda
Xylocopa inquirenda är en biart som beskrevs av Joseph Vachal 1899. Xylocopa inquirenda ingår i släktet snickarbin, och familjen långtungebin. Inga underarter finns listade i Catalogue of Life.